# 経営学部
経営学部（けいえいがくぶ、英語: School / Faculty of Business, School / Faculty of Business Administration）は、大学において経営学を専攻とする学部である。

## 歴史・概要
1904年に上田貞次郎東京高等商業学校教授により、商業学に代わる商工経営学の概念が提唱されていたところ、1902年（明治35年）に創設された旧制官立神戸高等商業学校においては、1920年（大正9年）から上田門下の平井泰太郎講師の命名により「經營学」が講じられていた。1926年（大正15年）に神戸高等商業学校で「經營学」という名称の授業科目を開講していた。同年、世界で2番目に古い経営学の学会である日本経営学会が創立された。その後1929年（昭和4年）に神戸商業大学に昇格し、1949年（昭和24年）に学制改革により神戸大学が設置された時に、経営学部の設置を主張する平井泰太郎教授と、商学部の設置を主張する福田敬太郎教授の間で論争となったが、教授会において1票差で経営学部と決まり、この時の神戸大学に日本初の経営学部が設置された。神戸大学六甲台キャンパスには「わが國の經營學ここに生まれる」と刻まれた碑がある。
私立大学で初めて設置したのは明治大学で、1953年に商学部から分離する形で置かれた。女子大で初めて設置したのは文京女子大学（現: 文京学院大学）（1991年）である（2005年より共学化）。理工系総合大学で初めて設置したのは東京理科大学（1993年）であり、理学と工学の知識に基づいた数量的・実証的アプローチによる文理融合、イノベーション重視を基本理念とした学部としている。
商学部や経済学部とカリキュラム内容が近い（もしくは一部重複する）ことや、経営学自体が比較的新しい学問ということもあって、経営学部の置かれない大学の商学部や経済学部もしくは学科制の短期大学において、学科やコースや専攻の名称として「経営学」が用いられる場合がある。学部卒業生に対して授与される学位は学士（経営学）が代表的であるが、近年は学科名も多様化しているため、学位名称にも様々なものがある。

経営学部は実践に重点を置いた教育課程を編成しており、経営学を中心に簿記、商学、会計学の関連科目を学ぶことができる。近年は、高大連携(高校3年+大学4年=7年一貫した簿記会計教育)が活発化し、商業高校で簿記会計学の学習が進んだ者の多くが税理士試験や公認会計士・監査審査会が行なう公認会計士試験を受験する。
日本の実業教育を理論面で支える学術研究は、明治初期に福澤諭吉により設立された簿記講習所、同じく福澤諭吉が設立に関わった商法講習所（現：一橋大学）、三菱商業学校（慶應義塾分校）、神戸商業講習所（日本最古の商業高校である兵庫県立神戸高等商業の源流、神戸大学、兵庫県立大学神戸商科系の嚆矢）等から始まった学問の蓄積を今日まで連綿となされている。学問体系としては文系に分類されるが、経営分析や意思決定モデル、MISなど、数学や統計学、コンピュータ工学などの数理科学的手法を活用する大学も多い。学術団体については、1951年4月21日、日本商業学会が慶應義塾大学教授向井鹿松を初代会長として設立された。

## 大学入試の多様化
- 経営学部へ入学するルートは推薦入試（指定校推薦、総合型選抜等）が多数を占めている。かつて主流であった一般入試組（学力選抜のみ）は少数となっている。
- 高大連携が盛んとなっている。そのため、経営学部と全国各地の商業高校の結びつきが強固となった。大学レベルの講義が商業高校で行われるようになった。大学側のメリットとしては優秀な商業高校生の囲い込みができる点である。急激な少子化を迎える日本において質の高い学生を集めることで学校経営に資するといえる。なお、起業家教育について、企業との取り組みはfreeeと福岡女子商業高等学校などを参照。
- 朝日大学は日本商工会議所と日本税理士会連合会、日本公認会計士協会等とともに日商簿記甲子園を開催するなど、商業高校生の経営学・簿記会計学教育へ尽力している。

| 教育委員会       | 備考 |
| ---------------- | --- |
| 愛知県教育委員会 | ビジネス探究プログラムの導入業務委託事業を開始する。国際認証MBA校である名古屋商科大学が県内商業高校生への講義をする。社会人を対象としたMBA課程で用いる教材などを講義で活用している。 |

| 高等学校商業教育協会       | 備考 |
| -------------------------- | --- |
| 兵庫県高等学校商業教育協会 | 兵庫県高等学校商業教育協会は甲南大学と進学連絡協議会を行っている。参加校は（神戸商業高等学校、神戸星城高等学校、神戸甲北高等学校、尼崎双星高等学校、加古川南高等学校、小野高等学校、明石商業高等学校、明石南高等学校、兵庫県立龍野北高等学校、相生産業高等学校、姫路商業高等学校、洲本実業高等学校、太子高等学校）である。甲南大学創立者平生釟三郎は、もともと日本最古の商業高等学校である神戸商業高等学校長であり、神戸商業高等学校長を経験した後、甲南大学を創立している。甲南大学経営学部は1960年に関西の私立大学で最初に開設された経営学部である。国公立大学には遅れるが、全国の大学でも4番目に開設されている。 |

| 国公立大学（事例） | 備考 |
| ------------------ | --- |
| 千葉大学           | 千葉大学は千葉商業高等学校の生徒へ起業家教育をおこなう。文部科学省の新しい文教政策に基づき、全国各地の商業高校は放送大学や国公立大学の学部水準の経営学教育を受けることができている。課題研究については滋賀大学産学公連携推進機構と大津商業高等学校等を参照。令和の現在、全国各地の商業高校生は大学水準の経営学教育を受けた後、総合型入試などにより国公立大学へ進学する。 |

| 私立大学（事例） | 備考 |
| ---------------- | --- |
| 京都産業大学     | 京都産業大学公式サイトにて「京都産業大学✕滋賀県立八幡商業高等学校 高大連携による7年間を通した専門教育で会計スペシャリストを育成！高大連携事業に関する包括協定締結」とある。京都産業大学経営学部は滋賀県立八幡商業高等学校、大阪ビジネスフロンティア高等学校、京都すばる高等学校、大津商業高等学校、高田商業高等学校、福井商業高等学校、桂高等学校、高松商業高等学校と高大連携をしている。 |

## 税理士試験の院免除
経営学部で学ぶ多くの経営学徒は公認会計士試験と税理士試験を受験している。商業高校における学習指導の改革に基づき、優秀な商業高校卒業生は、商業高校在学中から全国商業高等学校協会が主催する9種目の検定勉強をはじめ、税理士試験や公認会計士試験を積極的に受験している。今日、商業高校・大学教育（高校3年間＋経営学部4年間＝合計7年間）を勉学に集中することで多くの会計人を輩出している。慶應義塾大学（慶應義塾夜間法律科）の流れを汲む専修大学（計理の専修）や立教大学の経営学部等は数多くの税理士を輩出してきた。これらの大学は大学院での税理士養成の伝統校であり、たとえば明治大学ビジネススクールではMBAを持つ「経営の分かる税理士」の育成を目指し、税理士試験の免除申請の指導が行われている。

## 進路
経営学は多くの資格試験や公務員採用試験の受験科目となっている。下記に代表的な事例を記載する。

### 資格試験
- 公認会計士・監査審査会が行う国家試験である公認会計士試験の受験科目である。経営学部へ進学した商業高等学校出身者が数多く受験している。

### 公務員採用試験
- 準キャリアと位置付けられている財務専門官採用試験の受験科目である。
- 国税専門官採用試験の受験科目である。税務大学校での研修を経て国税専門官となる。国税専門官は勤務年数等の条件を充足すると税理士資格が付与される。

## 学術の動向
日本には、2026年に百周年を迎える世界で二番目に長い伝統を有する経営学会である日本経営学会(令和6年現在:出見世信之理事長、明治大学教授)がある。明治大学、神戸大学、一橋大学、慶應義塾大学等の各大学が経営学分野の学術振興を主導している。経営学部の源流である神戸大学経営学部の他、福澤諭吉が創立に関わった慶應義塾大学と一橋大学が御三家といえる。各大学では、先師の学統を引き継ぎ、次の百年先を見据え、学統学派の門下生へ経営学研究の伝統を継承している。
事例として、令和5年の日本経営学会役員を記載する。
| 担当             | 氏名       | 出身校   |
| ---------------- | ---------- | -------- |
| 総務担当         | 田淵泰男   | 慶應大院 |
| 総務担当         | 上林憲雄   | 神戸大院 |
| 大会担当         | 井上善海   | 福岡大院 |
| 大会担当         | 古川靖洋   | 慶應大院 |
| 会計・事務所担当 | 木村有里   |          |
| 国際担当         | 原拓志     | 神戸大院 |
| 学会誌担当       | 馬塲杉夫   | 慶應大院 |
| 学会誌担当       | 小沢貴史   | 神戸大院 |
| 学会賞担当       | 鈴木由紀子 | 慶應大院 |
| 広報担当         | 松田健     |          |

## 社会との関わり
- 財務省財務局（『財政教育プログラム』等）、関税局（『税関教室』等）、国税庁（『租税教室』、国税局、税務署でのインターンシップ、職場説明会等）
- 公正取引委員会（『独占禁止法教室』）

## ランキング
QSやFTは経営学に関する学位教育を行う高等教育機関（ビジネススクール）を評価し毎年公表している。主な評価軸はビジネス教育に関する国際認証を取得した大学を対象に、費用対効果、企業からの評価、研究力、多様性、などである。

### QS Global MBA Rankings 2025[8]
| ランキング | 学校名                 | 国際認証           | 国   | 地域                   |
| ---------- | ---------------------- | ------------------ | ---- | ---------------------- |
| 101-110位  | 名商大ビジネススクール | AACSB・EQUIS・AMBA | 日本 | 愛知県、東京都、大阪府 |
| 131-140位  | 一橋ビジネススクール   | AACSB              | 日本 | 東京都                 |
| 151-200位  | 早稲田ビジネススクール | AACSB・EQUIS       | 日本 | 東京都                 |
| 201-250位  | 立命館アジア太平洋大学 | AACSB・AMBA        | 日本 | 大分県                 |

## 経営学部を置く日本の大学

### 国際認証校
- 名古屋商科大学（AACSB認証）日本語・英語
- 立命館アジア太平洋大学（AACSB認証）英語
- 一橋大学（AACSB認証）日本語

### 国立
※「経営学部」を置く大学
- 神戸大学（経営学研究科博士前期・後期課程 / MBAプログラム（専門職大学院）設置）
- 横浜国立大学（国際社会科学研究科博士前期・後期課程 / MBAプログラム（大学院）設置）

※「経営学科」を置く大学
- 北海道大学 経済学部
- 東北大学 経済学部
- 東京大学 経済学部
- 一橋大学 商学部
- 富山大学 経済学部
- 名古屋大学 経済学部
- 山口大学 経済学部
- 佐賀大学 経済学部

※「経営学科」に類する学科等を置く大学
- 弘前大学 人文社会科学部 - 経済経営課程
- 山形大学 社会共創デジタル学環 （ビジネス・アントレプレナーシップ教育など）
- 福島大学 人文社会学群 - 経済経営学類
- 埼玉大学 経済学部 - 経済学科経営イノベーション
- 新潟大学 経済科学部 - 経済科学科 経営学プログラム
- 滋賀大学 経済学部 - 企業経営学科
- 京都大学 経済学部 - 経済経営学科
- 大阪大学 経済学部 - 経済・経営学科
- 和歌山大学 経済学部 - 経済学科 グローバル・ビジネス&エコノミー等
- 香川大学 経済学部 - 経済学科 - 経営・イノベーションコース
- 九州大学 経済学部 - 経済・経営学科
- 長崎大学 経済学部 - 総合経済学科 経営と会計コース
- 大分大学 経済学部 - 経営システム学科
- 琉球大学 国際地域創造学部 - 国際地域創造学科 経営プログラム

### 公立
※「経営学部」を置く大学
- 兵庫県立大学（経営学研究科博士後期課程 / 経営学研究科博士前期課程は経営研究科経営専門職専攻 (MBA) に改組、戦後の第一公立大学である神戸商科大学を源流とする。日本経営学発祥の神戸大学と交流があり古い歴史を有する）
- 公立鳥取環境大学
- 長崎県立大学

※「経営学科」を置く大学
- 釧路公立大学 経済学部
- 青森公立大学 経営経済学部
- 高崎経済大学 経済学部
- 福井県立大学 経済学部
- 県立広島大学 経営情報学部

※「経営学科」に類する学科等を置く大学
- 宮城大学 事業構想学群 - 事業プランニング学類

- 東京都立大学 経済経営学部 - 経済経営学科経営学コース
- 横浜市立大学 国際総合科学部 - 経営科学系
- 静岡県立大学 経営情報学部 - 経営情報学科
- 名古屋市立大学 経済学部 - マネジメントシステム学科
- 北九州市立大学 経済学部 - 経営情報学科

### 私立

#### 「経営学部」を置く大学
| 北海道・東北 - 札幌学院大学 - 星槎道都大学 - 北海学園大学 - 石巻専修大学 - 東北学院大学 関東 - 青山学院大学 - 亜細亜大学 - 茨城キリスト教大学 - 神奈川大学 - 関東学院大学 - 国士舘大学 - 駒澤大学 - 作新学院大学 - 産業能率大学 - 成蹊大学 - 専修大学 - 淑徳大学 - 城西大学 - 創価大学 - 大東文化大学 - 高千穂大学 - 玉川大学 - 東海大学 - 東京経済大学 - 東京成徳大学 - 東京富士大学 - 東京理科大学 - 東洋大学 - 白鷗大学 - 文教大学 - 文京学院大学 - 法政大学 - 武蔵野大学 - 明治大学 - 明星大学 - 目白大学 - 山梨学院大学 - 立教大学 - 立正大学 - 麗澤大学 | 中部 - 愛知大学 - 愛知学院大学 - 愛知工業大学 - 愛知産業大学 - 愛知東邦大学 - 朝日大学 - 岐阜経済大学 - 静岡産業大学 - 常葉大学 - 星城大学 - 中京大学 - 中京学院大学 - 中部学院大学 - 東海学園大学 - 豊橋創造大学 - 愛知東邦大学 - 名古屋経済大学 - 名古屋商科大学 - 南山大学 - 名城大学 近畿 - 追手門学院大学 - 大阪学院大学 - 大阪経済大学 - 大阪産業大学 - 大阪成蹊大学 - 摂南大学 - 京都産業大学 - 近畿大学 - 関西国際大学 - 甲南大学 - 神戸学院大学 - 武庫川女子大学 - 園田学園女子大学 - 四天王寺大学 - 太成学院大学 - 桃山学院大学 - 立命館大学 - 龍谷大学 中国・四国・九州 - 岡山商科大学 - 岡山理科大学 - 福山平成大学 - 高松大学 - 松山大学 - 宮崎産業経営大学 |

#### 「経営学部」に類する学部を置く大学
- 青森大学 - 総合経営学部
- 埼玉学園大学 - 経済経営学部
- 多摩大学 - 経営情報学部
- 東洋学園大学 - 現代経営学部
- 新潟国際情報大学 - 経営情報学部
- 大阪工業大学 - 知的財産学部
- 大阪商業大学 - 総合経営学部
- 京都学園大学 - 経済経営学部
- 帝塚山大学 - 経済経営学部
- 立命館アジア太平洋大学 - 国際経営学部
- 別府大学 - 国際経営学部

#### 上記以外で「経営学科」を置く大学
- 学習院大学 経済学部
- 関東学園大学 経済学部
- 敬愛大学 経済学部
- 國學院大學 経済学部
- 上智大学 経済学部
- 中央大学 商学部
- 東京国際大学 商学部
- 帝京大学 経済学部
- 帝京平成大学 人文社会学部
- 成城大学 経済学部
- 常磐大学 総合政策学部
- 日本大学 商学部
- 武蔵大学 経済学部
- 流通経済大学 経済学部
- 徳島文理大学 総合政策学部
- 西南学院大学 商学部
- 福岡大学 商学部
- 熊本学園大学 商学部
- 鹿児島国際大学 経済学部

#### 「経営学科」に類する学科等を置く大学
- 札幌大学 地域共創学群 - 経営学専攻
- 東北芸術工科大学 デザイン工学部 - 企画構想学科
- 東北工業大学 ライフデザイン学部 - 経営デザイン学科
- 桜美林大学 ビジネスマネジメント学群
- 東京女子大学 現代教養学部 - 経済経営学科
- 早稲田大学 商学部 - 経営トラック
- 清泉大学（※清泉女学院大学より名称変更） 人文社会科学部 - 情報コミュニケーション学科 経営ビジネスコース
- 浜松学院大学 地域共創学部 - 地域経営学科
- 京都文教大学 総合社会学部 - 総合社会学科 経済・経営コース
- 九州産業大学 商学部 - 経営流通学科
- 川崎医療福祉大学 医療福祉マネジメント学部 - 医療福祉経営学科

### 株式会社立
「経営学部」を置く大学
- ビジネス・ブレークスルー大学

## 大学に準ずる教育機関
- 朝鮮大学校